# Czerwony Kurdystan
Czerwony Kurdystan – gazeta ukazująca się w latach 1931–1962 w miasteczku Laçın w Azerbejdżańskiej SRR. Gazeta ukazywała się w języku azerbejdżańskim.
Mianem „Czerwony Kurdystan” określano także powiat, a następnie okręg kurdystański w Azerbejdżańskiej SRR.